# Акимо-Анненское сельское поселение
Акимо-А́нненское се́льское поселе́ние — упразднённое в 2019 году муниципальное образование в Тяжинском районе Кемеровской области. Административный центр — деревня Акимо-Анненка.

## История
Акимо-Анненское сельское поселение образовано 17 декабря 2004 года в соответствии с Законом Кемеровской области № 104-ОЗ.

## Население
| 2010 | 2011 | 2012 | 2013 | 2014 | 2015 | 2016 |
| ---- | ---- | ---- | ---- | ---- | ---- | ---- |
| 669  | ↘667 | ↘641 | ↘618 | ↘596 | ↘570 | ↘567 |
| 2017 | 2018 | 2019 |      |      |      |      |
| ↘562 | ↘556 | ↘537 |      |      |      |      |

## Состав сельского поселения
| № | Населённый пункт | Тип населённого пункта          | Население |
| - | ---------------- | ------------------------------- | --------- |
| 1 | Акимо-Анненка    | деревня, административный центр | 439       |
| 2 | Беляковка        | деревня                         | →0        |
| 3 | Бороковка        | село                            | ↘206      |
| 4 | Новотроицк       | деревня                         | 24        |

### Упраздненные населённые пункты
В 2012 году деревня Самсоновка была упразднена как фактически прекратившая существование.